# Замбахідзе Григорій Никифорович
Григорій Никифорович Замбахідзе (30 листопада 1911, місто Поті, тепер Грузія — 26 травня 1962, місто Тбілісі, тепер Грузія) — грузинський радянський державний діяч, 2-й секретар Тбіліського міського комітету КП Грузії, голова Тбіліського міськвиконкому. Депутат Верховної ради Грузинської РСР 2-го скликання. Депутат Верховної Ради СРСР 3-го скликання.

## Життєпис
Народився в родині портового робітника.
Закінчив будівельний факультет Грузинського індустріального інституту імені Кірова в Тифлісі.
Після закінчення інституту з 1932 року працював інженером-проєктувальником, начальником проєктно-дослідницького сектору Управління із осушення Колхідської низовини («Колхідбуду») Грузинської РСР.
З 1936 року — старший інженер-проєктувальник Груздержпроєкту в Тбілісі.
Із 1937 року — начальник проєктно-дослідницького сектору Управління водного господарства Народного комісаріату землеробства Грузинської РСР, начальник комплексної бригади з проєктування заводу № 448 Груздержпроєкту.
Член ВКП(б) з 1940 року.
У 1941—1944 роках — народний комісар водного господарства Грузинської РСР.
У грудні 1944—1948 роках — заступник секретаря ЦК КП(б) Грузії із промисловості — завідувач промислового відділу ЦК КП(б) Грузії.
З 12 квітня 1948 по листопад 1951 року — 2-й секретар Тбіліського міського комітету КП(б) Грузії.
15 листопада 1951 — 8 вересня 1952 року — голова виконавчого комітету Тбіліської міської ради депутатів трудящих. Знятий з посади «через хворобу».
Із травня по червень 1953 року — заступник міністра, з червня по грудень 1953 року — 1-й заступник міністра комунального господарства і житлово-цивільного будівництва Грузинської РСР.
27 липня 1954 — 20 серпня 1956 року — міністр промисловості будівельних матеріалів Грузинської РСР.
У 1956—1958 роках — постійний представник Ради міністрів Грузинської РСР при Раді міністрів СРСР.
Потім — на науковій та господарській роботі на гідротехнічних проєктах у Грузинській РСР.
Помер 26 травня 1962 року.

## Нагороди
- орден Леніна
- орден Трудового Червоного Прапора
- медаль «За оборону Кавказу»
- медаль «За доблесну працю у Великій Вітчизняній війні 1941—1945 рр.»
- медаль «За перемогу над Німеччиною у Великій Вітчизняній війні 1941—1945 рр.»
- медаль «За трудову доблесть» (24.02.1941)
- медалі
- Заслужений машинобудівник Грузинської РСР (1961)